# Thomasoniscus angulatus
Thomasoniscus angulatus är en kräftdjursart som beskrevs av Albert Vandel 1981. Thomasoniscus angulatus ingår i släktet Thomasoniscus och familjen Philosciidae. Inga underarter finns listade i Catalogue of Life.